# Erich Eliskases
Erich Eliskases (Innsbruck, 15 febbraio 1913 – Córdoba, 2 febbraio 1997) è stato uno scacchista austriaco, argentino dal 1945, Grande maestro.
Si mise in evidenza fin da giovanissimo vincendo a 15 anni il campionato del Tirolo e a 16 il campionato austriaco (ex aequo con Eduard Glass). Nel 1930 partecipa, all'età di 17 anni, alle Olimpiadi di Amburgo, con l'eccellente risultato di +8 –1 =6.
Alle olimpiadi di Buenos Aires 1939, in seguito all'Anschluss, Eliskases giocò con la squadra tedesca che, in assenza dell'URSS e degli Stati Uniti d'America, si aggiudicò la vittoria. In seguito all'inizio della seconda guerra mondiale Eliskases decise, come molti altri giocatori europei, di non tornare in Europa e si rifugiò per qualche anno in Brasile. Tornato in Argentina, ne ottenne la cittadinanza e vi rimane per il resto della vita.

## Principali risultati
- 1932 : vince un match con Rudolf Spielmann (+2 –2 =5)
- 1933 : 2º-3º a Mariánské Lázně
- 1934 : 1º a Budapest nel campionato ungherese open, 1º-2º a Linz
- 1935 : 1º a Zurigo, 1º-2º a Vienna, 2º-3º a Bad Neuheim
- 1936 : vince il campionato austriaco battendo in un match Rudolf Spielmann 5,5 - 4,5; 1º a Zurigo, 1º a Swinemünde
- 1937 : vince per la terza volta il campionato austriaco, battendo Spielmann 6 - 4; 3º al torneo di Hastings 1936/37, 1º a Birmingham, 1º a Milano
- 1938 : vince il campionato tedesco; 1º a Noordwijk, davanti a Euwe e Keres, forse il suo più grande successo di torneo
- 1939 : vince ancora il campionato tedesco e sconfigge Bogoljubov in un match (+6 –3 =1)
- 1941 : 1º-2º al torneo di San Paolo
- 1948 : 1º al torneo di Mar del Plata
- 1949 : 2º-3º a Mar del Plata
- 1951 : 1º-2º nel torneo zonale di Punta del Este
- 1952 : nel torneo interzonale di Stoccolma (vinto da Kotov) si classifica 10º su 21 giocatori

### Risultati alle Olimpiadi
Eliskases partecipò a 8 olimpiadi dal 1930 al 1964 (tre volte con l'Austria, una con la Germania e quattro con l'Argentina). Ottenne quattro medaglie: due d'oro (una individuale nel 1937 e una di squadra nel 1939), una d'argento di squadra nel 1952 e una di bronzo di squadra nel 1958. Giocò 123 partite col risultato complessivo di +48 =63 –12 (64,6 %).
Nel 1937 Eliskases fu il secondo di Alechin nel vittorioso match con Max Euwe per il titolo mondiale. Eliskases vinse partite con tre campioni del mondo: Capablanca (a Semmering nel 1937), Euwe (nel 1935) e Bobby Fischer (a Buenos Aires nel 1960).

### Alcune partite notevoli
- Spielmann - Eliskases, match 1932, Slava var. Noteboom D32, 0-1, su chessgames.com.
- Eliskases - Laurentius, Olimpiadi Varsavia 1935, Slava var. cambio D14, 1-0, su chessgames.com.
- Eliskases - Capablanca, Semmering 1937, Slava D17, 1-0, su chessgames.com.
- Eliskases - Bogoljubov, match 1939, Slava D11, 1-0, su chessgames.com.
- Flohr - Eliskases, Podebrady 1936, Ordodossa D55, 0-1, su chessgames.com.
- Eliskases - Keres, Olimpiadi Buenos Aires 1939, Réti A04, 1-0, su chessgames.com.
- Guimard - Eliskases, Argentina 1953, sistema Colle D04, 0-1, su chessgames.com.
- Eliskases - Fischer, Buenos Aires 1960, Ragozin D38, 1-0, su chessgames.com.